# Lista przewodniczących czeskiego parlamentu

## Czeska Republika Socjalistyczna (1969-1990), Republika Czeska (1990-1992)[1]
| #                                      | Imię i Nazwisko             | Portret        | Kadencja          | Kadencja          | Partia polityczna | Partia polityczna |
| #                                      | Imię i Nazwisko             | Portret        | Od                | Do                | Partia polityczna | Partia polityczna |
| -------------------------------------- | --------------------------- | -------------- | ----------------- | ----------------- | ----------------- | ----------------- |
| Przewodniczący Czeskiej Rady Narodowej |                             |                |                   |                   |                   |                   |
| 1                                      | Čestmír Císař (1920–2013)   |                | 10 lipca 1968     | 26 listopada 1969 |                   | KSČ               |
| 2                                      | Evžen Erban (1912–1994)     |                | 26 listopada 1969 | 18 czerwca 1981   |                   | KSČ               |
| 3                                      | Josef Kempný (1920–1996)    |                | 18 czerwca 1981   | 18 grudnia 1989   |                   | KSČ               |
| 4                                      | Jaroslav Šafařík (ur. 1942) |                | 18 grudnia 1989   | 26 czerwca 1990   |                   | KSČ (do 1990)     |
| 4                                      | Jaroslav Šafařík (ur. 1942) | ČSSD (od 1990) | 18 grudnia 1989   | 26 czerwca 1990   |                   |                   |
| 5                                      | Dagmar Burešová (1929–2018) |                | 26 czerwca 1990   | 30 czerwca 1992   |                   | OF (do 1991)      |
| 5                                      | Dagmar Burešová (1929–2018) | OH (od 1991)   | 26 czerwca 1990   | 30 czerwca 1992   |                   |                   |
| 6                                      | Milan Uhde (ur. 1936)       |                | 30 czerwca 1992   | 31 grudnia 1992   |                   | ODS               |

## Republika Czeska (od 1993)
- tymczasowo

| #             | Imię i Nazwisko                     | Portret | Kadencja             | Kadencja             | Partia polityczna | Partia polityczna |
| #             | Imię i Nazwisko                     | Portret | Od                   | Do                   | Partia polityczna | Partia polityczna |
| ------------- | ----------------------------------- | ------- | -------------------- | -------------------- | ----------------- | ----------------- |
| IZBA POSELSKA |                                     |         |                      |                      |                   |                   |
| 1             | Milan Uhde (ur. 1936)               |         | 1 stycznia 1993      | 27 lipca 1996        |                   | ODS               |
| 2             | Miloš Zeman (ur. 1944)              |         | 27 lipca 1996        | 17 lipca 1998        |                   | ČSSD              |
| 3             | Václav Klaus (ur. 1941)             |         | 17 lipca 1998        | 11 lipca 2002        |                   | ODS               |
| 4             | Lubomír Zaorálek (ur. 1956)         |         | 11 lipca 2002        | 14 sierpnia 2006     |                   | ČSSD              |
| 5             | Miloslav Vlček (ur. 1961)           |         | 14 sierpnia 2006     | 30 kwietnia 2010     |                   | ČSSD              |
| 6             | Miroslava Němcová (ur. 1952)        |         | 24 czerwca 2010      | 28 sierpnia 2013     |                   | ODS               |
| 7             | Jan Hamáček (ur. 1978)              |         | 28 sierpnia 2013     | 22 listopada 2017    |                   | ČSSD              |
| 8             | Radek Vondráček (ur. 1973)          |         | 22 listopada 2017    | 21 października 2021 |                   | ANO 2011          |
| 9             | Markéta Pekarová Adamová (ur. 1973) |         | 10 listopada 2021    | nadal                |                   | TOP 09            |
| SENAT         |                                     |         |                      |                      |                   |                   |
| 1             | Petr Pithart (ur. 1941)             |         | 18 grudnia 1996      | 16 grudnia 1998      |                   | KDU-ČSL           |
| 2             | Libuše Benešová (ur. 1948)          |         | 16 grudnia 1998      | 23 listopada 2000    |                   | ODS               |
| 3             | Petr Pithart (ur. 1941)             |         | 19 grudnia 2000      | 15 grudnia 2004      |                   | KDU-ČSL           |
| 4             | Přemysl Sobotka (ur. 1944)          |         | 15 grudnia 2004      | 23 października 2010 |                   | ODS               |
| 5             | Milan Štěch (ur. 1953)              |         | 24 października 2010 | 14 listopada 2018    |                   | ČSSD              |
| 6             | Jaroslav Kubera (1947–2020)         |         | 14 listopada 2018    | 20 stycznia 2020     |                   | ODS               |
| 7             | Miloš Vystrčil (ur. 1960)           |         | 19 lutego 2020       | nadal                |                   | ODS               |